# Dachao Shandong Zhen
Dachao Shandong Zhen (kinesiska: 大朝山东, 大朝山东镇) är en köping i Kina. Den ligger i provinsen Yunnan, i den sydvästra delen av landet, omkring 250 kilometer sydväst om provinshuvudstaden Kunming. Antalet invånare är 27 806. Befolkningen består av 12 577 kvinnor och 15 229 män. Barn under 15 år utgör 18,0 %, vuxna 15-64 år 73 %, och äldre över 65 år 7,0 %.
Genomsnittlig årsnederbörd är 1 331 millimeter. Den regnigaste månaden är juli, med i genomsnitt 329 mm nederbörd, och den torraste är februari, med 6 mm nederbörd.